# HR 858
HR 858とは、惑星を持つことが確認されているろ座の方向に地球から約104光年離れた位置に存在する恒星である。黄色がかった白色をしており、肉眼で観測することが可能である。しかし、視等級は6.4であるため、肉眼で観測することは困難である。10km/sの視線速度で遠ざかっている。絶対等級は3.82である。

## 特性
HR 858はF型主系列星で、スペクトル分類はF6Vで、中心核で行われる水素の核融合によってエネルギーを生成している。年齢は約20億年で、自転速度は8.3km/sである。質量は太陽の1.1倍、半径は1.3倍である。有効温度は6201ケルビンで、光球から太陽の明るさの2.3倍を放出している。
年周視差が8.4″の伴星であるBが270天文単位離れた位置で公転している。Bは赤色矮星とされている。

## 惑星系
2019年5月、TESSのトランジット法を用いた観測により、少なくとも3個の太陽系外惑星が存在することが公表された。これらの惑星は全て主星の近くを公転しており、地球の約2倍の大きさのスーパー・アースとされている。bとcは3:5の軌道共鳴となっている可能性がある。
| 名称 （恒星に近い順） | 質量 | 軌道長半径 （天文単位） | 公転周期 (日)            | 軌道離心率 | 軌道傾斜角 | 半径 |
| --------------------- | ---- | ----------------------- | ------------------------ | ---------- | ---------- | ---- |
| b                     | —    | 0.0480+0.0010 −0.0011   | 3.58599±0.00015          | <0.30      | —          | —    |
| c                     | —    | 0.0674+0.0014 −0.0016   | 5.97293+0.00060 −0.00053 | <0.19      | —          | —    |
| d                     | —    | 0.1027+0.0022 −0.0025   | 11.2300+0.0011 −0.0010   | <0.28      | —          | —    |